# Zimmerius bolivianus
A Zimmerius bolivianus a madarak (Aves) osztályának a verébalakúak (Passeriformes) rendjébe és a királygébicsfélék (Tyrannidae) családjába tartozó faj.

## Rendszerezése
A fajt Alcide d’Orbigny francia természettudós és zoológus írta le 1840-ben.

## Előfordulása
Az Andok keleti részén, Bolívia és Peru területén honos. Természetes élőhelyei a szubtrópusi és trópusi hegyi esőerdők és másodlagos erdők. Állandó, nem vonuló faj.

## Alfajai
- Zimmerius bolivianus bolivianus (Orbigny, 1840)
- Zimmerius bolivianus viridissimus (P. L. Sclater, 1874)[2]

## Megjelenése
Testhossza 12 centiméter.

## Természetvédelmi helyzete
Az elterjedési területe nagyon nagy, egyedszáma pedig stabil. A Természetvédelmi Világszövetség Vörös listáján nem fenyegetett fajként szerepel.